# Paderborner
Padeborner je pivovar, nacházející se ve vestfálském městě Paderborn. Patří do skupiny Warsteiner, ale vaří piva pod svoji značkou. Vaří několik druhů piv, ať už se jedná o klasické ležáky nebo Radlery, připravuje též tmavé pivo.

## Historie
V 16. století ve městě Paderborn nacházelo přibližně 400 pivovarů, ovšem na konci 19. století ve městě zůstalo pouze 5 pivovarů. Po první světové válce se ve městě objevuje Paderborner Vereinsbrauerei GmbH, vzniknuvší po sloučení dvou pivovarů. Postupem času se pivovar z centra přestěhoval na okraj města Paderborn. Od roku 1990 patří pivovar do skupiny Warsteiner. Samotný pivovar na svých etiketách uvádí jako rok založení 1852.

## Ekologie
Pivovar Padeborner je znám pro svoje ekologické snahy. V areálu pivovaru je umístěna větrná elektrárna, která je schopná pokrýt 40 % spotřeba elektrické energie. Výkon větrné elektrárny je přibližně 5 milionů KWh. Další ekologické aktivity se vztahují např. na papírové etikety. Pivovar využívá klasické papírové etikety na místo speciálních, které mají větší ekologickou zátěž. Také pivovar zlepšuje své hospodaření s vodou. Hospodaří s ní tak, aby měl co nejmenší spotřebu vody na 1 litr piva. 

## Nabídka
- Paderborner Pilsener Klasický ležák dodáván v různě velkých lahvích nebo plechovkách
- Paderborner Alkoholfrei Nealkoholické pivo
- Paderborner Export Pivo určené pro export
- Paderborner Alt Tmavý speciál svrchně kvašený
- Paderborner Malz Neobsahuje alkohol
- Paderborner Radler Pivo mícháné s citronovou limonádou.
- Poté se v pivovaru vaří i další piva, ale již pod jinými značkami.